# Move You
"Move You" é uma canção da cantora norte-americana Kelly Clarkson, gravada para o seu oitavo álbum de estúdio Meaning of Life. O seu lançamento ocorreu a 7 de setembro de 2017, através da Atlantic Records, servindo como single do disco.

## Faixas e formatos
| Descarga digital |                |         |  |
| N.º              | Título         | Duração |  |
| 1.               | "Love So Soft" | 3:42    |  |
| 2.               | "Move You"     | 3:22    |  |

## Desempenho comercial

### Posições nas tabelas musicais
| Tabela musical (2017)                    | Melhor posição |
| ---------------------------------------- | -------------- |
| Estados Unidos - Billboard Digital Songs | 58             |